# Superliga rosyjska w hokeju na lodzie
Rosyjska Superliga w hokeju na lodzie – najwyższa liga rozgrywkowa hokeju na lodzie w Rosji w latach 1992–2008 w Rosji.

## Historia
Do rozpadu ZSRR najwyższą klasą rozgrywkową była tzw. Wysszaja Liga. Drugą klasą ligową była Pierwaja Liga (ros. Первая лига), zaś niżej istniała Wtaraja Liga (ros. Вторая лига). Tenże podział został unieważniony w 1992, wówczas Wysszaja Liga stała się drugą klasą rozgrywkową. Najwyższą została Superliga. W latach 1992–1996 nazywała się ona MHL (Międzynarodowa Hokejowa Liga) (ros. Межнациональная хоккейная лига). Uczestniczyli kluby z Rosji, Białorusi, Ukrainy, Łotwy i Kazachstanu. W 1996 została rozformowana. Pozostawiono tylko rosyjskie kluby, które do 1999 uczestniczyły w Rosyjskiej Lidze Hokejowej (ros. Российская хоккейная лига). Dopiero od 1999 sezonu ponownie dopuszczono kluby spoza Rosji i nazwę ligi zmieniono na Mistrzostwa Rosji Superliga (ros. Чемпионат России Суперлига).
Do końca sezonu 2007/08, mistrz rozgrywek Wysschaja Liga awansował do Superligi. Zasadą było, iż triumfator Wysschaja Liga był przyjmowany do Superligi, jeśli poza sukcesem sportowym spełniał także wymagania finansowe (jeśli nie, wówczas szansę gry w KHL otrzymywał klub przegrany w finale Wysschaja Liga). Jednak w obu przypadkach degradowany był ostatni zespół w Superlidze. Jeśli żaden z finalistów nie spełniał kryteriów, wówczas awans i degradacja nie odbywały się.
W ostatnim sezonie liczyła 20 zespołów. Ostatnim mistrzem został Saławat Jułajew Ufa.
W 2008 została zastąpiona przez Kontinientalnaja Chokkiejnaja Liga (KHL) (ros. Континентальная хоккейная лига).

## Medaliści rozgrywek Superligi
MHL (Межнациональная Хоккейная Лига)
| Rok  | Złoty medal    | Srebrny medal  | Brązowy medal                                 | Puchar MHL     |
| ---- | -------------- | -------------- | --------------------------------------------- | -------------- |
| 1993 | Dinamo Moskwa  | Łada Togliatti | Traktor Czelabińsk / Krylja Sowietow Moskwa   | Dinamo Moskwa  |
| 1994 | Łada Togliatti | Dinamo Moskwa  | Traktor Czelabińsk                            | Łada Togliatti |
| 1995 | Dinamo Moskwa  | Łada Togliatti | Mietałłurg Magnitogorsk / Saławat Jułajew Ufa | Dinamo Moskwa  |
| 1996 | Łada Togliatti | Dinamo Moskwa  | Awangard Omsk / Saławat Jułajew Ufa           | Dinamo Moskwa  |

Superliga
| Rok  | Złoty medal             | Srebrny medal           | Brązowy medal                                     |
| ---- | ----------------------- | ----------------------- | ------------------------------------------------- |
| 1997 | Łokomotiw Jarosław      | Łada Togliatti          | Mietałłurg Magnitogorsk / Saławat Jułajew Ufa     |
| 1998 | Ak Bars Kazań           | Mietałłurg Magnitogorsk | Łokomotiw Jarosław                                |
| 1999 | Mietałłurg Magnitogorsk | Dinamo Moskwa           | Ak Bars Kazań / Łokomotiw Jarosław                |
| 2000 | Dinamo Moskwa           | Ak Bars Kazań           | Mietałłurg Magnitogorsk / Mietałłurg Nowokuźnieck |
| 2001 | Mietałłurg Magnitogorsk | Awangard Omsk           | Siewierstal Czerepowiec                           |
| 2002 | Łokomotiw Jarosław      | Ak Bars Kazań           | Mietałłurg Magnitogorsk                           |
| 2003 | Łokomotiw Jarosław      | Siewierstal Czerepowiec | Łada Togliatti                                    |
| 2004 | Awangard Omsk           | Mietałłurg Magnitogorsk | Ak Bars Kazań / Łada Togliatti                    |
| 2005 | Dinamo Moskwa           | Łada Togliatti          | Łokomotiw Jarosław                                |
| 2006 | Ak Bars Kazań           | Awangard Omsk           | Mietałłurg Magnitogorsk                           |
| 2007 | Mietałłurg Magnitogorsk | Ak Bars Kazań           | Awangard Omsk                                     |
| 2008 | Saławat Jułajew Ufa     | Łokomotiw Jarosław      | Mietałłurg Magnitogorsk                           |

## Rekordziści indywidualni
Pięciu zawodników zdobyło pięć tytułów mistrza Superligi:
- Igor Szczadiłow: 2000, 2005, 2006, 2008
- Aleksiej Tierieszczenko: 2000, 2005, 2006, 2008
- Władimir Antipow: 1997, 2002, 2003, 2008